# Diletta
Diletta  è un nome proprio di persona italiano femminile.

## Varianti
- Maschili: Diletto[1][2]

## Origine e diffusione
È un nome dal chiaro valore affettivo, usato soprattutto nella forma femminile. Deriva dal latino Dilecta, da diligere ("amare per elezione, per scelta"), quindi significa "preferita", "teneramente amata". È diffuso nell'Italia centrosettentrionale, nel 2015 il 25,8% delle persone di sesso femminile con questo nome risiede in Lombardia (alte percentuali anche in Veneto, Campania e Toscana), in rapporto alla popolazione regionale la più alta diffusione è in Friuli Venezia Giulia (buona densità anche in Lombardia, Toscana, Molise e Veneto); la sua forma maschile è attestata soprattutto in Toscana.

## Onomastico
Nessuna santa ha mai portato questo nome, che quindi è adespota; l'onomastico si può festeggiare il 1º novembre, in occasione di Ognissanti.

## Persone
- Diletta Carli, nuotatrice italiana
- Diletta Crespi, calciatrice e giocatrice di calcio a 5 italiana
- Diletta D'Andrea, attrice italiana
- Diletta Leotta, conduttrice televisiva italiana
- Diletta Petronio, giornalista italiana

## Il nome nelle arti
- Diletta (Bonnie Blue) è il soprannome dato alla figlia di Rossella O'Hara e Rhett Butler nel romanzo di Margaret Mitchell Via col vento, che muore in tenera età cadendo dal cavallo regalatole dal padre.
- Diletta è un personaggio del romanzo di Federico Moccia Scusa ma ti chiamo amore.